# Fraccionamiento Campestre las Flores
Fraccionamiento Campestre las Flores är en ort i Mexiko.   Den ligger i kommunen Irapuato och delstaten Guanajuato, i den centrala delen av landet, 270 km nordväst om huvudstaden Mexico City. Fraccionamiento Campestre las Flores ligger 1 735 meter över havet och antalet invånare är 666.
Terrängen runt Fraccionamiento Campestre las Flores är platt åt nordost, men åt sydväst är den kuperad. Runt Fraccionamiento Campestre las Flores är det tätbefolkat, med 257 invånare per kvadratkilometer. Närmaste större samhälle är Irapuato, 5,5 km söder om Fraccionamiento Campestre las Flores. Omgivningarna runt Fraccionamiento Campestre las Flores är en mosaik av jordbruksmark och naturlig växtlighet.